# Казаков Георгій Григорович
Казаков Георгій Григорович (11. 07. 1947, Відень — 10. 06. 2013, Київ) — графік і живописець. Чл. НСХУ (1977). Закін. Київський художній інститут (1971; майстерня І. Селіванова). На твор. роботі. Учасник всеукр., всесоюз. та закордон. виставок від 1966. Персон. — у Києві (1978, 1984, 2007). Осн. галузі — станк. графіка (техніки — літографія, офорт, гравюра, пастель, гуаш), реаліст. і абстракт. живопис, кераміка.

## Твори
Серії:
- літографій «Свята» (1968), «Свята Землі» (1970), «Художники моєї землі» (1973), «Стихії» (1974), «Незабаром у плавання» (1979);
- офортів «Натюрморти» (1974), «Бухара. Самарканд» (1975), «Космос» (1978);
- кольор. рисунків «Мій Київ» (1978), «Творіння» (1980);
- кольор. ліногравюр «Українські народні казки» (1981–90), «Казки народів світу» (1981–90), «Київ давній — Київ молодий» (1982–84), «Старий Київ» (1983–84);
- пастелей «Цей дивовижний Крим» (1985), «Північний Кавказ» (1986);
- гуашей «Романтика флоту» (1987), «По Волзі і Дону» (1987), «Східний Крим» (1988), «Західний Крим» (1989), «Святогірська осінь» (1992), «Мости Риму» (1997), «Коріння» (1998), «Вітання, Італіє» (1999), «Оголені» (2000);
- акварелей «Карпатська сюїта» (1994), «Стародавній Рим» (2001);
- живопис — серії «Мої сучасники» (1985—2007), «Польові квіти» (1990—2008), «Квіти України» (1992), «Венеціанські маски» (1996), «Польща» (1998), «Чудова Італія» (1999), «Вічний Київ» (2000), «Енергія кольору» (2001), «Космос» (2002), «Пейзажі Венеції» (2002), «Пори року» (2003), «Київ старовинний» (2003), «Чари Венеції» (2004), «Фантастичні фігури» (2004–06);
- «Автопортрет» (2007), «П. Лазова» (2008);
- серія керам. рельєфів «Золоті потоки» (2006–07).